# أليكس بوسنيل
ألكسندر توماس هاري بوسنيل (مواليد 8 أكتوبر 1992) هو لاعب الجمباز الفني بريطاني. وهو بطل بريطانيا للجمباز لذوي الاحتياجات الخاصة عشر مرات بالإضافة إلى كونه حائزًا على الميدالية الذهبية في الألعاب العالمية الصيفية للأولمبياد الخاص 2011 في أثينا، اليونان. وُلد في جيرزي، جزر القنال الإنجليزي، وبدأ مسيرته في الجمباز عام 2004 تحت إشراف مؤسس نادي جيرزي للجمباز الخاص جون جرادي . خلال مسيرته، تنافس بوسنيل في مسابقات عبر العالم ممثلاً لكل من جيرزي وبريطانيا العظمى في بطولات وطنية وأوروبية وعالمية.

## النشأة
وُلد ألكسندر توماس هاري بوسنيل في سانت هيلير، جيرزي في 8 أكتوبر 1992. بوسنيل مصاب بالتوحد. بدأ ممارسة الجمباز في سبتمبر 2004 عندما انضم إلى نادي جيرزي للجمباز الخاص وهو في الحادية عشرة من عمره. في عام 2005، تنافس في أول مسابقة له في البر الرئيسي في بول، حيث فاز بثلاث ميداليات ذهبية في المستوى الأول وذهبية أخرى في منصة القفز في المستوى الثاني. كرر إنجازاته في عامي 2006 و 2007، حيث حصد ثلاث ميداليات ذهبية في كل من المستوى الثاني والثالث في العامين التاليين على التوالي. ومع تقدمه عبر المستويات المحددة، انتقل بوسنيل إلى المستوى الرابع (أعلى مستوى) في عام 2008.
في عام 2007، فاز بكأس آلان كيلي التذكاري للإنجاز في الجمباز الخاص في جيرزي. وفاز بالجائزة مرة أخرى بعد عشر سنوات، في ديسمبر 2017.

## مسيرته للكبار

### 2008
في أغسطس 2008، تم اختيار بوسنيل لفريق بريطانيا العظمى. انتقل إلى المستوى الرابع، وهو أعلى مستوى في الجمباز الخاص. في نوفمبر، فاز بوسنيل بأول لقب له في بطولة بريطانيا المفتوحة في لندن، ليصبح أول لاعب جمباز خاص من جيرزي يحقق ذلك.
بعد فترة وجيزة من لقبه الأول، دُعي بوسنيل إلى أول حدث له خارج الجزر البريطانية: مهرجان بلوم في غران كناريا. تضمنت هذه الرحلة معسكرات تدريب وعروض ومنافسة ودية في نهاية التجربة التي استمرت أسبوعًا.

### 2009
شهد العام الثاني الحافل لبوسنيل على مستوى الكبار مشاركته الأولى في الألعاب الوطنية للأولمبياد الخاص في ليستر. حصل على خمس ميداليات ذهبية وميدالية فضية واحدة والمركز الرابع في العقلة، مما أكسبه الميدالية الذهبية في الفردي العام. تبع ذلك لقبه الثاني في بطولة بريطانيا المفتوحة، الذي حققه في نيوكاسل.
سافر بوسنيل إلى برلين، ألمانيا للمشاركة في معسكره التدريبي الدولي الثاني مع فريق بريطانيا العظمى.

### 2010
واصل بوسنيل مسيرته في الجمباز وبدأ التدريب التأسيسي كجزء من دورة الرياضة التي يدرسها في كلية هايلاندز.

### 2011
بالإضافة إلى فوزه بلقبه البريطاني الرابع في بول، تم اختيار بوسنيل ضمن فريق بريطانيا العظمى للمشاركة في الألعاب العالمية للأولمبياد الخاص القادمة. فاز بميدالية ذهبية في الحركات الأرضية بالإضافة إلى فضية في الحلق والمتوازي والعقلة وبرونزية في منصة القفز، مما أدى إلى حصوله على الميدالية البرونزية في الفردي العام في أول مشاركة له في الأولمبياد الخاص.
بعيدًا عن المنافسة، أصبح بوسنيل مدربًا، حيث اجتاز تقييم التدريب للمستوى الأول في نوفمبر 2011.

### 2012
اُختير بوسنيل كواحد من 20 حاملاً للشعلة عندما شارك في تتابع الشعلة الأولمبية للندن 2012 في سانت هيلير، جيرزي في يوليو 2012.
في نوفمبر، حصد بوسنيل لقبه الخامس على التوالي في بطولة بريطانيا المفتوحة. بعد أسبوع، حصل بوسنيل على جائزة شخصية العام الرياضية من جمعية جيرزي الرياضية للمعاقين (JSAD).

### 2013
في مشاركته الثانية في الألعاب الوطنية للأولمبياد الخاص في باث، فاز بوسنيل بست ميداليات ذهبية وميدالية فضية واحدة، مما سمح له بحصد ذهبية الفردي العام. كما حصل بوسنيل على ميدالية ذهبية أخرى في حفل خاص أقيم لاختتام المنافسة.

### 2014
تنافس بوسنيل في أول ألعابه الأوروبية للأولمبياد الخاص في أنتويرب، بلجيكا. قبل المنافسة، استمتع بوسنيل وزملاؤه الرياضيون باستقبال خاص مع رئيس الوزراء ديفيد كاميرون. في المنافسة، حصد بوسنيل ثلاث ذهبيات وثلاث فضيات وبرونزية، مما أكسبه ذهبية الفردي العام.
بالإضافة إلى نجاحه الأوروبي، تفوق بوسنيل في بريطانيا. في مارس 2014، ارتفع مستوى الاهتمام برياضة الجمباز لذوي الاحتياجات الخاصة عندما أقيمت منافساتها جنبًا إلى جنب مع بطولة الجمباز البريطانية في إيكو أرينا في ليفربول. فاز بوسنيل بذهبية الفردي العام لذوي الاحتياجات الخاصة بينما كان يشارك الساحة مع رياضيين أولمبيين، بمن فيهم لويس سميث ودان كيتنغز.

### 2015
في مارس 2015، تنافس بوسنيل في منافسة أساتذة بريطانيا (British Masters) الثانية له في إيكو أرينا في ليفربول، حاصدًا ميداليتين ذهبيتين وأربع فضيات. استمرت هيمنة بوسنيل على بطولة بريطانيا المفتوحة أيضًا بفوزه بذهبية الفردي العام في طريقه إلى لقبه البريطاني الثامن على التوالي؛ حيث فاز على جميع الأجهزة.
في وقت لاحق من ذلك العام، تنافس في ألعاب الجزر (Inter Island Games) العادية في أنغلزي، ويلز. فاز بميداليتين فضيتين وبرونزية لجيرزي.

### 2016
بالإضافة إلى نجاحه التاسع في بطولة بريطانيا المفتوحة، شهد عام 2016 اختيار بوسنيل سفيراً للجمباز البريطاني، الهيئة الحاكمة للجمباز في المملكة المتحدة. كما اجتاز تقييم التدريب للمستوى الثاني.

### 2017
في صيف عام 2017، تنافس بوسنيل في ألعابه الوطنية الثالثة للأولمبياد الخاص في شيفيلد وفاز بسبع ميداليات ذهبية. اُختير بوسنيل لأداء روتينه على العقلة في عرض حفل خاص لاختتام المنافسة.
اُختير بوسنيل ضمن الفريق المكون من 13 لاعبًا لتمثيل جيرزي في ألعاب جزر ناتويست في غوتلاند 2017 في يونيو. كان أول رياضي من ذوي الاحتياجات الخاصة يمثل الجزيرة في الألعاب التي تقام كل سنتين. بالإضافة إلى مساعدة الفريق في الحصول على الميدالية الفضية، تأهل بوسنيل أيضًا لنهائيين على الأجهزة.
في سبتمبر، رُشح بوسنيل كمرشح نهائي لجوائز فخر جيرسي التي تقدمها صحيفة جيرسي إيفنينج بوست.
في أكتوبر، فاز بوسنيل بلقبه العاشر على التوالي في بطولة بريطانيا المفتوحة. كما حصل على جائزة شخصية العام الرياضية من JSAD للمرة الثانية.

### 2018
في بداية عام 2018، تم تكريم بوسنيل لخدماته للجمباز في جزر القنال وحصل على جائزة مايكل لوكاس للبطل الرياضي في حفل توزيع جوائز شخصية العام الرياضية لجزر القنال Betway في غيرنسي.
في مارس، وصل بوسنيل إلى القائمة المختصرة لجائزة شخصية العام الرياضية لمجلس جيرزي الرياضي لعام 2017. بعد عدم فوزه بالجائزة الرئيسية، فاز بجائزة الإنجاز في رياضة ذوي الاحتياجات الخاصة. في نفس الشهر، تنافس بوسنيل في آخر مسابقاته، وهي منافسة أساتذة بريطانيا (British Masters) في إيكو أرينا في ليفربول. أنهى المنافسة بثلاث ميداليات ذهبية وفضيتين.

## الاعتزال
في 20 مارس 2018، أعلن بوسنيل اعتزاله الجمباز التنافسي بعد 14 عامًا في هذه الرياضة. وقال إنه سيستمر في التدريب وسيركز على مسيرته كمدرب.

## الألقاب الشرفية
- بطل بريطانيا المفتوحة للجمباز 10 مرات
- حائز على الميدالية الذهبية في الأولمبياد الخاص
- سفير الجمباز البريطاني
- شخصية العام الرياضية من JSAD (2012 و 2017)
- جائزة الاستحقاق الخاص من JSAD (2009 و 2016)
- جائزة مايكل لوكاس للبطل الرياضي - جوائز شخصية العام الرياضية لجزر القنال 2017